# Pavlovits Tamás
Pavlovits Tamás (Budapest, 1970. január 22.–) magyar filozófiatörténész, műfordító, egyetemi tanár és tanszékvezető.

## Életpályája

### Tanulmányai, tudományos fokozatai
1988-ban érettségizett a szegedi Ságvári Gimnáziumban. Két évet katonai szolgálattal, illetve jogi tanulmányokkal töltött. Ezt követően a József Attila Tudományegyetem Bölcsészettudományi Karának magyar-filozófia-francia szakára járt. Itt szerzett diplomát 1996-ban magyar és filozófia, 1997-ben francia szakon. Ezt követően a Paris-Sorbonne Egyetemen szerzett filozófia diplomát, majd 2003-ban doktori címet. Disszertációját Blaise Pascalból írta. 2011-ben habilitált az ELTE Filozófia Doktori Iskolájában. 2019-ben professzornak nevezték ki, 2020-ban lett az MTA doktora. Értekezését a kora újkorban történő végtelen észlelésből írta.

### Munkahelyei

#### SZTE
1997 óta dolgozik a Szegedi Tudományegyetem Filozófia Tanszékén. Eleinte tanársegédként, majd 2004-ben a tanszék adjunktusa, 2008-ban docense lett és 2019 óta egyetemi tanáraként. 2021 óta vezeti a tanszéket. Leginkább filozófiatörténet, az általános filozófia és az etika témájában tart kurzusokat a bölcsészeknek, egy kurzust tudományfilozófiából pedig a TTIK-n oktat. 2002 óta lát el a tanszéken szakgazdai teendőket, ami mellett a nappali képzéseket koordinálja. 2017 óta az osztatlan etikatanári képzés szakfelelsőse, illetve az EFOP-3.4.3-16-2016-00014 számú projekt alfeleőse. Emellett a a szegedi Málnási Bartók György Filozófiai Doktori Iskola programvezetője.
2013 óta a BTK Kari Tanácsának tagja.

#### Vendéglőadóként
2000 óta számos magyar, illetve külföldi egyetemen volt vendégelőadó egy-egy szemeszterben. Az alábbi egyetemeken volt vendégelőadó:

##### Hazai és határon túli magyar egyetemek
- Eötvös Lóránd Tudományegyetem Újkori és Kortárs Filozófiatörténeti Tanszéke (2000/2001-es tanév során)
- Babes-Bolyai Egyetem (Kolozsvár) Filozófia Tanszéke (2000)
- Partiumi Keresztény Egyetem (Nagyvárad) Filozófia Tanszéke (2005)
- Debreceni Tudományegyetem Társadalomtudományi Doktori Iskolájában (2009)
- budapesti Eötvös Collegium (2009/2010-es tanév során)
- ELTE Filozófiai Doktori Iskolája (2012/2013-as tanév során)

A legtöbb esetben Pascallal kapcsolatosan tartott kurzust, kivételt képez az ELTE Doktori Iskolája, ahol a végtelen fogalmáról oktatott a kora újkor, illetve a fenomenológia területét érintve.

##### Külföldi egyetemeken
- Burgundiai Egyetem, Dijon (2015 márciusa)
- Paris-Sorbonne Egyetem, Párizs (2017 októbere)

## Szervezeti tagságok

### Bizottsági, tudományos társaságokban
- Centre International Blaise Pascal (Clermond-Ferrand, 2004 óta)
- Société des Amis de Port-Royal (Párizs, 2006 óta)
- Országos Tudományos Diákköri Tanács (OTDT) Társadalomtudományi Szakbizottságának tagja, a filozófiatudományok szakreferense (2005 és 2014 között)
- Országos Tudományos Kutatási Alap (OTKA) Társadalom- és Bölcsészettudományi Kollégiuma Filozófia zsűrijének tagja (2012 és 2015 között)
- Magyar Filozófiai Társaság[7] (1997 óta tagja, 2014 óta az elnökség tagja)
- Magyar Tudományos Akadémia Szegedi Bizottsága Filozófiai Munkabizottságának elnöke (2014 óta)
- Magyarországi Frankofón Filozófiai Társaság (1997 és 2008 között)
- MTA Bolyai János Kutatási Ösztöndíj kuratóriumának szakértője (2017 óta)
- MTA Filozófia Szakbizottságának tagja[8] (2021 óta)

### Folyóirat-szerkesztés
- Különbség[9] (2000 óta főszerkesztő)
- a Journal of Early Modern Studies (2011 óta a tudományos szakvezetőbizottság tagja)
- Recherches Philosophiques, Toulouse (2015 óta lektora és magyarországi levelezője)

## Munkássága

### Kutatási területe
Főként a kora újkori (17. századi) kontinentális filozófiákra fókuszál. Többek között Montaigne, Descartes, Pascal, Malebranche, Leibniz és Spinoza filozófiáját, műveit kutatja. Az utóbbi években sokszor érdeklődött a végtelen fogalomtörténetének kutatásával, ezt a tudománytörténet, ismeretelmélet és metafizika tekintetében vizsgálja. Az oktatás területén foglalkozik etikával és politikai filozófiával is. További érdeklődési körei közé tartozik az 1945 utáni fenomenológia francia ágának képviselői (Merleau-Ponty, Lévinas, Marion, Henry).

### Kutatócsoporti tevékenység
2005 őszén Schmal Dániel, a PPKE és Boros Gábor, az ELTE oktatóinak támogatásával hozták létre a Kora Újkori Filozófiatörténeti Műhely kutatócsoportot (KUFIM). 2017-ben került a kutatócsoport élére, miután az NKFI projekttámogatását.

### Nyelvtudása
Az angol, francia és német nyelvet felsőfokon használja, a latin nyelvet szövegértés és olvasás szintén érti.

### Fő művei
A teljes publikációs lista alapján

#### Könyvek
Blaise Pascal: Írások a szerelem szenvedélyéről, a geometriai gondolkodásról és a kegyelemről (fordítás Tímár Andreával, filológiai bevezető, jegyzetek, kísérő tanulmány). Budapest, Osiris, 1999.
Le rationalisme de Pascal. Párizs, Publications de la Sorbonne, 2007.
Blaise Pascal. A természettudománytól a vallási apológiáig. Gödöllő, Attraktor, 2010.
Mi egy ember a végtelenben? Pascal-értelmezések. Budapest, Gondolat, 2014.
La sagesse de l'amour chez Pascal. (Hélène Michon közreműködésével) Párizs,  L’Harmattan, 2016.
A végtelen észlelése a kora újkorban. Budapest, Gondolat, 2020.

#### Szerkesztések
Les significations du ’corps’ dans la philosophie classique. (Chantal Jaquet-tel közös szerkesztés), Párizs, L’Harmattan, 2004.
Logika és gondolkodás. A megismerés elméletei a korai felvilágosodásban. Budapest, L’Harmattan (Rezonőr sorozat), 2012.
Perspektíva és érzékelés a kora újkorban. (Schmal Dániellel közös szerkesztés) Budapest, Gondolat, 2015.
Philosophy and science: unity and plurality in the early modern age. (Ambrus Gergellyel közös szerkesztés) Budapest, Gondolat, 2017.
Széljegyzetek Pszeudo Kierkegaard-hoz: tanulmányok Gyenge Zoltán 60. születésnapjára. (Lamár Erzsébettel et al. közös szerkesztés) Budapest, L’Harmattan (Rezonőr sorozat), 2022.

#### Fordítások
Michel Foucault: A szavak és a dolgok (előszó), In: Új Sympoium, 1996/2, 4-10.
Blaise Pascaltól a Mémorial, A geometriai gondolkodásról, A meggyőzés művészetéről, Beszélgetés M. de Sacival Epiktétoszról és Montaigne-ről,  Írások a kegyelemről és a Levelek Roannez kisasszonyhoz című művei. In: Blaise Pascal, Irások a szerelem szenvedélyéről, a geometriai gondolkodásról és a kegyelemről, Budapest, Osiris, 1999.
Blaise Pascal: Esszé a kúpszeletekről és a Kúpszeletek származtatása című műve , In: Különbség, 2013/1, 13-17., ill 19-23.o.
Blaise Pascal: Szórakozás, unalom. A Gondolatok 168/139. töredéke, In: Pannonhalmi Szemle, 2013, XXI/2, 18-22.